# Operation Buccaneer
Die Operation Buccaneer war ein nicht realisierter britischer Plan zur Rückeroberung der von Japan besetzten Inselgruppe der Andamanen im Frühjahr 1944.

## Geographie
Die Andamanen sind eine Inselgruppe im Indischen Ozean vor der Küste von Myanmar. Die Inseln liegen etwa 300 Kilometer südsüdwestlich von der Westspitze der Irawadi-Division von Myanmar (Burma). Hauptinseln sind North, Middle und South Andaman Island. Im Norden sind die Andamanen durch den Kokos-Kanal von den zu Myanmar gehörigen Kokosinseln getrennt. Den südlichen Abschluss der Inselkette bildet Little Andaman, abseits der Inselkette liegen östlich die Vulkaninseln Narkondam und Barren Island.

## Die Andamanen im Zweiten Weltkrieg
Mit der Eroberung von Burma durch die Japaner ab Dezember 1941 rückten auch die südwestlich von Burma im Bengalischen Golf gelegenen Andamanen und Nikobaren in den Frontbereich. Für die Briten waren die Inseln militärisch ohne Bedeutung und gegen die Übermacht der Japaner auch nicht zu halten. Für die Engländer ging es um die Sicherung von Indien gegen einen japanischen Angriff, nicht um die Verteidigung der Andamanen und Nikobaren. Die britische Garnison dieser Inseln, von denen es 572 gibt, die meisten davon sehr klein, mit einer Gesamtlandfläche von etwa 6.408 km² und die zusammen mit der benachbarten Nikobaren-Inselgruppe von Indien aus verwaltet wurden, wurden im März 1942 nach der erfolgreichen Eroberung Burmas durch die Japaner abgezogen, und im selben Monat hatten die Japaner die Inseln besetzt. Ab Ende 1943 wurden die Inseln von der sogenannten Provisorischen Regierung des Freien Indien von Subhas Chandra Bose verwaltet. Sowohl die Andamanen- als auch die Nikobareninseln waren aufgrund ihrer Lage im südöstlichen Teil des Golfs von Bengalen zwischen Indien und dem von Japan besetzten südlichen Burma, Thailand und dem nordwestlichen Teil Niederländisch-Ostindiens von strategischer Bedeutung.
Der Plan war, eine amphibische Landung auf den Inseln durchzuführen, und obwohl die Inseln nur von einer einzigen unabhängigen gemischten japanischen Brigade besetzt waren, schätzte das Südostasienkommando unter Admiral Lord Louis Mountbatten, dass das Unternehmen eine Streitmacht von etwa 50.000 Mann erfordern würde, während Premierminister Winston Churchill davon ausging, dass nur eine Division (etwa 14.000 Mann) benötigt würde und dass die Unterstützung fast aller Flugzeugträger, die die Briten besaßen, nötig wäre, da die Inselgruppe weit außerhalb der Reichweite britischer Luftwaffenstützpunkte lag.
Auf der alliierten ‚Sextant‘-Konferenz in Kairo im November und Dezember 1943 wurde beschlossen, dass der Plan nicht umgesetzt werden könne, da nicht genügend Landungsboote vorhanden seien, weil sie für den Pazifik- und Europafeldzug dringender benötigt würden, vor allem für die amphibischen Landungen der Operation Overlord, obwohl die Rückeroberung der Andamanen-Inselgruppe den Japanern die Nutzung des wichtigen Flugplatzes in Port Blair unmöglich gemacht hätte und die Alliierten auch einen effektiven Stützpunkt für die Blockierung der japanischen Versorgungslinien zwischen der malaiischen Halbinsel und Burma zu einer Zeit gehabt hätten, als die japanischen Eisenbahnverbindungen und andere Landtransportwege den Anforderungen für die japanischen Streitkräfte nicht ausreichten.